# Pseudacris brachyphona
Pseudacris brachyphona (tên tiếng Anh: Mountain Chorus Frog) là một loài ếch thuộc họ Nhái bén.
Đây là loài đặc hữu của Hoa Kỳ.
Môi trường sống tự nhiên của chúng là rừng ôn đới, sông ngòi, sông có nước theo mùa, đầm nước, đầm nước ngọt, đầm nước ngọt có nước theo mùa, suối nước ngọt, ao, hố lộ thiên, và kênh đào và mương rãnh.
Chúng hiện đang bị đe dọa vì mất môi trường sống.
Đây là loài ếch nhỏ nhưng có kích thước trung bình trong chi Pseudacris. 

## Môi trường sống
Loài ếch này thường sinh sống ở sườn đồi tây nam Pennsylvania, miền tây Maryland, đông nam Ohio, miền đông Kentucky, Tây Virginia, miền bắc Alabama, miền bắc Mississippi và ở Tennessee. 